# Herrenhaus Reichenberg

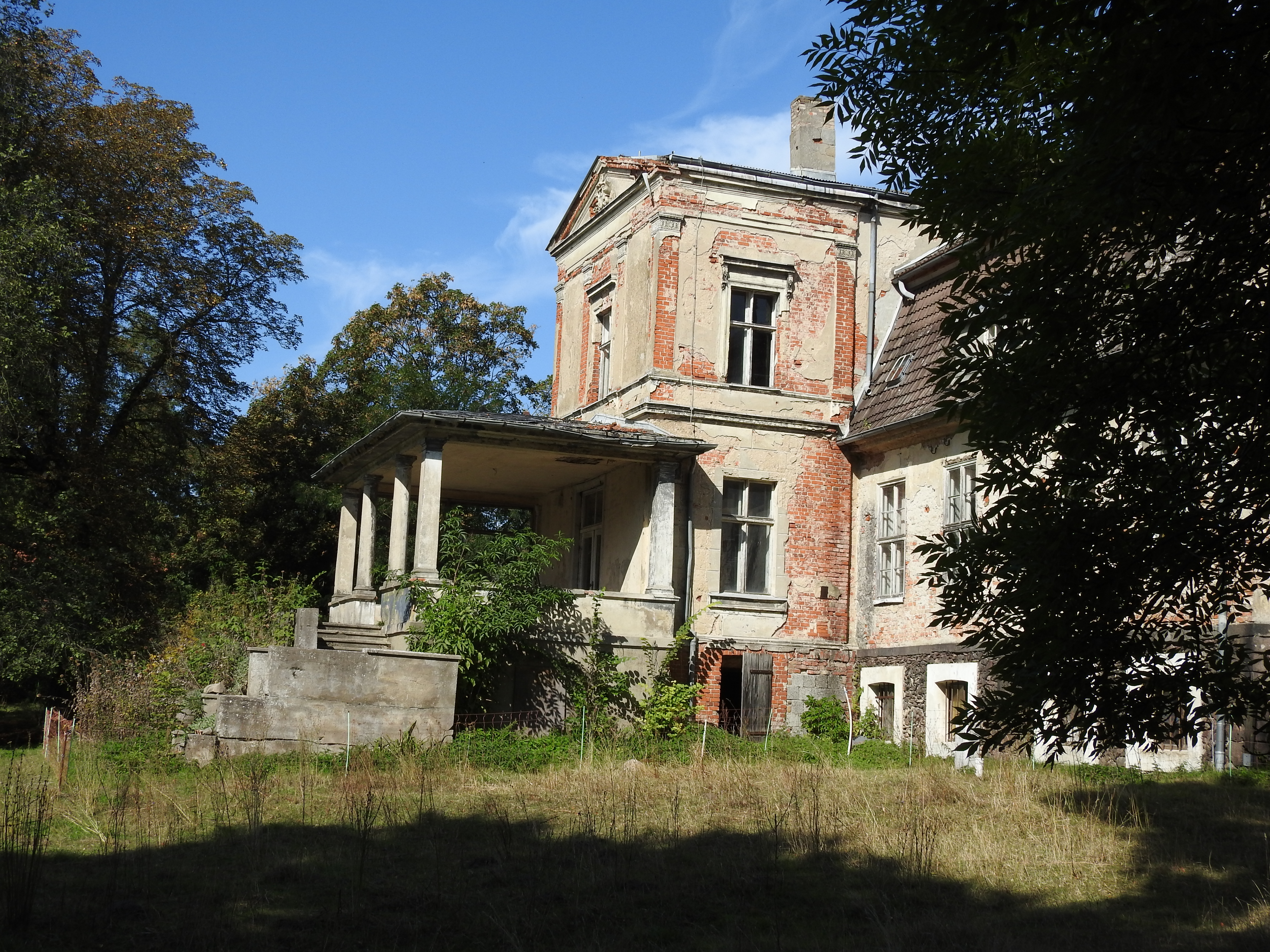
Herrenhaus Reichenberg

Das denkmalgeschützte Herrenhaus Reichenberg steht in Reichenberg, einem Ortsteil der Gemeinde Märkische Höhe im Landkreis Märkisch-Oderland in Brandenburg.

## Beschreibung
Das ehemalige Herrenhaus wurde 1737 auf den Grundmauern des Vorgängerbaus errichtet. Das eingeschossige Bauwerk mit neun Fensterachsen ist mit einem Mansarddach bedeckt. In der Mitte der Südwand befindet sich ein Risalit, dem eine Terrasse vorgelagert ist. Im Vestibül befinden sich fünf kleine Reliefmedaillons aus der ersten Hälfte des 19. Jahrhunderts mit der Darstellung der vier Jahreszeiten nach Bertel Thorvaldsen sowie mit der Abbildung der Caritas, das vermutlich nach einer Vorlage aus dem 18. Jahrhundert gefertigt wurde.